# Tombe dei sovrani di Spagna
Questo è l'elenco dei tombe dei sovrani di Spagna.

## Re di Spagna (1479–1873)
Trastámara (1479–1516) 
| Sovrano                                                 | Immagine del sovrano | Luogo di sepoltura                     | Immagine della tomba |
| ------------------------------------------------------- | -------------------- | -------------------------------------- | -------------------- |
| Ferdinando II d'Aragona (1479-1516)                     |                      | Cattedrale di Granada, Granada, Spagna |                      |
| Isabella di Castiglia (1479-1504)                       |                      | Cattedrale di Granada, Granada, Spagna |                      |
| Giovanna di Castiglia e Aragona (1504-1555) (1516-1555) |                      | Cattedrale di Granada, Granada, Spagna |                      |
| Filippo I di Castiglia (1504-1506)                      |                      | Cattedrale di Granada, Granada, Spagna |                      |

 Asburgo (1516-1700) 
| Sovrano                                          | Immagine del sovrano | Luogo di sepoltura                                                          | Immagine della tomba |
| ------------------------------------------------ | -------------------- | --------------------------------------------------------------------------- | -------------------- |
| Carlo I (1500-1558) Re di Spagna (1516-1556)     |                      | Cripta Reale del Monastero dell'Escorial, San Lorenzo de El Escorial Spagna |                      |
| Filippo II (1527-1598) Re di Spagna (1556-1598)  |                      | Cripta Reale del Monastero dell'Escorial, San Lorenzo de El Escorial Spagna |                      |
| Filippo III (1578-1621) Re di Spagna (1598-1621) |                      | Cripta Reale del Monastero dell'Escorial, San Lorenzo de El Escorial Spagna |                      |
| Filippo IV (1605-1665) Re di Spagna (1621-1665)  |                      | Cripta Reale del Monastero dell'Escorial, San Lorenzo de El Escorial Spagna |                      |
| Carlo II (1661-1700) Re di Spagna (1665-1700)    |                      | Cripta Reale del Monastero dell'Escorial, San Lorenzo de El Escorial Spagna |                      |

 Borbone (1700-1808) 
| Sovrano                                            | Immagine del sovrano | Luogo di sepoltura                                                                           | Immagine della tomba |
| -------------------------------------------------- | -------------------- | -------------------------------------------------------------------------------------------- | -------------------- |
| Filippo V (1683-1746) Re di Spagna (1700-1724)     |                      | Real Collegiata della Santissima Trinità della Granja de San Ildefonso, San Ildefonso Spagna |                      |
| Luigi I (1707-1724) Re di Spagna (1724)            |                      | Cripta Reale del Monastero dell'Escorial, San Lorenzo de El Escorial Spagna                  |                      |
| Filippo V (1683-1746) Re di Spagna (1724-1746)     |                      | Real Collegiata della Santissima Trinità della Granja de San Ildefonso, San Ildefonso Spagna |                      |
| Ferdinando VI (1713-1759) Re di Spagna (1746-1759) |                      | Monastero della Visitazione di Madrid, Madrid Spagna                                         |                      |
| Carlo III (1716-1788) Re di Spagna (1759-1788)     |                      | Cripta Reale del Monastero dell'Escorial, San Lorenzo de El Escorial Spagna                  |                      |
| Carlo IV (1748-1819) Re di Spagna (1788-1808)      |                      | Cripta Reale del Monastero dell'Escorial, San Lorenzo de El Escorial Spagna                  |                      |
| Ferdinando VII (1784-1833) Re di Spagna (1808)     |                      | Cripta Reale del Monastero dell'Escorial, San Lorenzo de El Escorial Spagna                  |                      |

 Bonaparte (1808-1813) 
| Sovrano                                         | Immagine del sovrano | Luogo di sepoltura                  | Immagine della tomba |
| ----------------------------------------------- | -------------------- | ----------------------------------- | -------------------- |
| Giuseppe I (1768-1844) Re di Spagna (1808-1813) |                      | Hôtel des Invalides, Parigi Francia |                      |

 Borbone (1813-1868) 
| Sovrano                                              | Immagine del sovrano | Luogo di sepoltura                                                          | Immagine della tomba |
| ---------------------------------------------------- | -------------------- | --------------------------------------------------------------------------- | -------------------- |
| Ferdinando VII (1784-1833) Re di Spagna (1813-1833)  |                      | Cripta Reale del Monastero dell'Escorial, San Lorenzo de El Escorial Spagna |                      |
| Isabella II (1830-1904) Regina di Spagna (1833-1868) |                      | Cripta Reale del Monastero dell'Escorial, San Lorenzo de El Escorial Spagna |                      |

 Savoia (1870-1873) 
| Sovrano                                       | Immagine del sovrano | Luogo di sepoltura                  | Immagine della tomba |
| --------------------------------------------- | -------------------- | ----------------------------------- | -------------------- |
| Amedeo I (1845-1890) Re di Spagna (1870-1873) |                      | Basilica di Superga, Torino, Italia |                      |

Dal 1873 al 1874 in Spagna venne ad instaurarsi la Prima repubblica spagnola.

## Re di Spagna (1874-1931)

### Borbone (1874-1931)
| Sovrano                                           | Immagine del sovrano                                                        | Luogo di sepoltura                                                                   | Immagine della tomba |
| ------------------------------------------------- | --------------------------------------------------------------------------- | ------------------------------------------------------------------------------------ | -------------------- |
| Alfonso XII (1857-1885) Re di Spagna (1874-1885)  |                                                                             | Cripta Reale del Monastero dell'Escorial, San Lorenzo de El Escorial Spagna          |                      |
| Alfonso XIII (1886-1941) Re di Spagna (1886-1931) |                                                                             | Chiesa di Santa Maria in Monserrato degli Spagnoli, Roma Italia (sepoltura iniziale) | N.D.                 |
| Alfonso XIII (1886-1941) Re di Spagna (1886-1931) | Cripta Reale del Monastero dell'Escorial, San Lorenzo de El Escorial Spagna |                                                                                      |                      |

Dal 1931 al 1939 in Spagna venne ad instaurarsi la Seconda repubblica spagnola, seguita fino al 1975 dalla Reggenza Franchista.